# Métacommunication
La métacommunication est l'art de communiquer sur la communication. Le terme a été introduit par l'anthropologue, psychologue et épistémologue américain Gregory Bateson en 1935 pour rendre compte de ses résultats dans l'étude des relations inter-tribales dans le Pacifique Sud. L'École de Palo Alto a ensuite repris le concept dans l'analyse des dynamiques familiales. La dimension meta d'une conversation apparaît lorsqu'un des interlocuteurs en modifie le cadre d'interprétation. Par exemple, exprimer que l'on reformule une phrase (« Ce que je voulais dire, c'est que... ») est une métacommunication.

## Histoire, définitions et polémiques
L'idée de métacommunication est venue à Gregory Bateson à la suite de la lecture de travaux en logique formelle et, particulièrement, du paradoxe crétois. Bateson réalisa que, potentiellement, toute communication pouvait être parasitée par ce genre de paradoxe dans la mesure où la communication est rendue possible par le langage capable de dire des choses sur lui-même, à la fois vraies et fausses. Un moyen de s'extraire du paradoxe est de prendre en compte le contexte. Ainsi, si la communication est un jeu de langage comme le pensait Wittgenstein, une phrase n'a pas de sens en soi mais en obtient un dans la mesure où elle accomplit quelque chose, c'est-à-dire dans la relation avec son contexte d'énonciation.   
La métacommunication peut aussi être comprise comme une forme spéciale de communication qui indique comment l'information verbale devrait être interprétée, en prenant en compte des stimuli non verbaux vus comme des signaux métacommunicationnels qui peuvent renforcer ou contredire l'information verbale. Cette perspective qui voit la communication verbale comme essentiellement digitale et la métacommunication comme essentiellement analogique a été erronément interprétée à la suite de la lecture de l'ouvrage de Paul Watzlawick publié en 1967 "Pragmatics of Human Communication". Différents auteurs contestent l'aspect uniquement non verbal de la métacommunication et la définissent non pas par son canal (comme des gestes ou des mimiques) mais comme une fonction : l'influence réciproque de messages dans une combinaison synergique. Autrement dit, un message contient aussi les moyens de l'interpréter : de façon non verbale via des gestes, des mimiques, etc., mais aussi verbalement, via, par exemple, des reformulations, une précaution oratoire, etc.

## Types de métacommunications
Le terme, utilisé de manière générique, renvoie à toute chose qui contextualise un message et aide, de ce fait, à la compréhension d'une situation de communication. La métacommunication peut être relationnelle, en ce qu'elle donne de l'information sur une relation qui s'étend dans la durée, ou épisodique, c'est-à-dire liée à une situation de communication précise. Par exemple, un ordre est une métacommunication épisodique mais qui s'inscrit, dans le cas où il est édicté par exemple par un supérieur hiérarchique, dans une métacommunication relationnelle.
- Les requêtes, ordres ou suggestions peuvent être considérées comme des métacommunications.
- Les caractéristiques non verbales du locuteur : les gestes, mimiques, etc.
- Le style d'une communication : le registre de langue, la prosodie, etc.
- Les attentes quant à la situation de communication cadrent (frame) cette dernière.